# 雲林縣私立崇先高級中學
雲林縣私立崇先高級中學（簡稱崇先中學）是一所已經倒閉的高級中學，位在臺灣雲林縣大埤鄉尚義村，1962年創立。1990年代為當地明星學校，學生數達4000人。後因校產被董事會掏空，於2005年倒閉。現校地作為一貫道師兄派（正義組）道場使用。

## 校史
私立崇先中學由來自臺灣南投縣竹山鎮的戴元齡等人在1962年創辦，校址設於雲林縣大埤鄉尚義村柳樹廟附近，創校之初校園約3甲有餘，建有學生宿舍，招收男生3班、女生1班，4班共計200名學生。這間學校以嚴格管理聞名，1996年學生達4,000餘人。1968年至1970年間曾經接受臺灣省政府教育廳徵用為代用國中。
1993年起，董事長李聰田與其他十多名董事，共同掏空校內資產1.6億元。2003年12月經臺灣雲林地方法院檢察署檢察官徐維嶽指揮檢調單位調查此案，於2004年3月將該校董事會包括李聰田在內的8名成員分別依偽造文書、業務侵占等罪名起訴。其後，崇先中學經營日漸困難，2005年已無法發放教師薪水，並且停開學生專車、午膳廠商停止供食，甚至可能被斷水、斷電。94學年度開學時，學生數200人，至9月中僅剩65人。同年輔導學生轉學至揚子中學等校後，崇先中學廢校。
該校校地經法拍後，於2010年由嘉義市一貫道師脈正義堂所屬黃姓信徒得標，黃某也以4千多萬元收購周邊私人土地，擬於此址建一貫道道場。該年5月底，在崇先中學校地建「天然一貫道彌勒三星大道場」。